# 苏家湖
苏家湖是一个位于中国湖北省荆州市的淡水湖，面积约为1.39平方千米，属于长江区。它的一级流域为长江流域，二级流域为长江干流水系。